# 五四宪法起草地旧址
五四宪法起草地旧址，是中华人民共和国的第一部宪法——五四宪法的起草地，是杭州地区纪念毛泽东的场所。现为全国重点文物保护单位。

## 地址
五四宪法起草地旧址位于中国浙江省杭州市西湖区北山街道葛岭南麓北山街84号院内30号楼（原葛岭路30号），原为汤恩伯别墅。

## 介绍
此建筑建于二十世纪三十年代，由东侧的二层楼房和西侧的平房组成。1949年5月后与周边其它别墅被改为中共浙江省委干部宿舍（即北山街84号院，今西湖山庄）。
1953年12月27日至次年3月14日，毛泽东率领宪法起草小组赴此地起草了中华人民共和国第一部宪法：五四宪法草案初稿。
2016年12月4日该建筑辟为五四宪法历史资料陈列馆对外开放，为首个中国宪法纪念场馆。现状平房内设有会议室、会客室、毛泽东办公室、休息室和值班室等复原陈列，以保护和展示当年留存的实物，二层楼房内设有《西子湖畔 制宪奠基》主题陈列，展示“五四宪法”从起草、讨论、通过到实施的全过程。